# Российская грамматика
«Российская грамматика» — одна из первых грамматик русского языка, составленная Михаилом Ломоносовым в 1755 году. В 1757 году опубликована тиражом в 1200 экземпляров, однако на титульном листе стоял 1755 год. Основой же послужила «Грамматика» Мелетия (Смотрицкого), откуда был заимствован ряд определений.
«Российская грамматика» состоит из шести «наставлений» и 591 параграфа.
Ломоносов так писал во введении о российском языке:
В нем великолепие ишпанского, живость французского, крепость немецкого, нежность италиянского, сверх того богатство и сильную в изображениях краткость греческого и латинского язы́ка

## История создания
Первое упоминание о начале работы над «Российской грамматикой» относится к 1749 году, однако материалы личного научного архива М. В. Ломоносова, известные под названием «Материалы к Российской грамматике», охватывают период с 1744 по 1757 год. Основная работа приходится на 1754 год, а 20 сентября (1 октября по григорианскому календарю) 1755 г. в первую годовщину рождения сына Петра Фёдоровича и Екатерины Алексеевны (будущей Екатерины Великой) рукопись «Грамматики» была торжественно поднесена Ломоносовым младенцу великому князю Павлу Петровичу.

## Особенности
В российском языке три диалекта: северный, московский и малороссийский (§ 108). 
л. 8 об Россійской языкъ <главно> можно раздѣлить на три діалекта: 1) московской, 2) поморской, 3) малороссійской. Первой главной и при дворѣ и въ дворянствѣ употребительной и особливо въ городахъ, близъ Москвы лежащихъ. Другой нѣсколько склоненъ ближе къ старому славенскому и великую часть Россіи занялъ. Третей больше всѣхъ отличенъ и смѣшенъ съ польскимъ. Пограничныя жители употребляютъ много словъ близлежащихъ народовъ — чумъ, вежа, ворока.
По мнению Ломоносова, русская азбука должна включать в себя 30 букв (А, Б, В, Г, Д, Е, Ж, З, И, К, Л, М, Н, О, П, Р, С, Т, У, Ф, Х, Ц, Ч, Ш, Ъ, Ы, Ь, Ѣ, Ю, Я). При этом буквам Щ и Э отказывалось в праве на существование (§ 88).
Частей речи восемь: 1) имя для названия вещей; 2) местоимение; 3) глагол; 4) причастие; 5) наречие; 6) предлог; 7) союз; 8) междометие (§ 46).
Падежей шесть: 1) именительный, 2) родительный, 3) дательный, 4) винительный, 5) звательный, 6) творительный (§ 56), а также отмечено наличие особого предложного падежа (§ 58).
Временных форм глагола десять: 1 настоящее (трясу), 6 прошедших (тряс, тряхнул, вытряхнул, тряхивал, бывало тряс, бывало тряхивал), 3 будущих (§ 268).
Наклонений три: изъявительное, повелительное и неоконченное. При этом желательное и сослагательное отвергались (§ 267).
Залогов шесть: действительный, страдательный, возвратный, взаимный, средний, общий (§ 274)